# 安原村 (和歌山県)
安原村（やすはらむら）は、和歌山県海草郡にあった村。旧名草郡。

## 歴史
- 1889年（明治22年）4月1日：明治大合併の村制施行により名草郡安原村となる。
- 1896年（明治29年）4月1日：郡の統合により名草郡が海部郡と合併して海草郡となる[1]。
- 1956年（昭和31年）9月1日：市町村合併により西脇町、和佐村、東山東村、西山東村とともに和歌山市へ編入。

## 交通

### 道路
- 和歌山県道9号岩出海南線
- 和歌山県道136号秋月海南線
- 和歌山県道137号三田海南線
- 和歌山県道160号沖野々森小手穂線
- 和歌山県道161号小野田内原線

### 鉄道
- 和歌山鉄道 岡崎前駅